# Liste der Nummer-eins-Hits in Kanada (2002)
Diese Liste enthält alle Nummer-eins-Hits in Kanada im Jahr 2002. Es gab in diesem Jahr 18 Nummer-eins-Singles.
| Singles | Alben |
| --- | ----- |
| - Blink-182 – I Won’t Be Home for Christmas - 2 Wochen (29. Dezember 2001 – 11. Januar 2002, insgesamt 5 Wochen; → 2001) - Elton John – Candle in the Wind ’97 / Something About the Way You Look Tonight - 1 Woche (12. Januar – 18. Januar) - Enya – Only Time - 1 Woche (19. Januar – 25. Januar, insgesamt 3 Wochen; → 2001) - George Harrison – My Sweet Lord - 4 Wochen (26. Januar – 22. Februar) - Alanis Morissette – Hands Clean - 3 Wochen (23. Februar – 15. März) - Paul Brandt – Canadian Man-Hockey - 2 Wochen (16. März – 29. März) - The Boomtang Boys – Movin’ On - 3 Wochen (30. März – 19. April) - *NSYNC feat. Nelly – Girlfriend - 1 Woche (20. April – 26. April) - Oasis – The Hindu Times - 2 Wochen (27. April – 10. Mai) - Chad Kroeger & Josey Scott – Hero - 5 Wochen (11. Mai – 14. Juni) - Nelly – Hot in Herre - 3 Wochen (15. Juni – 5. Juli) - Elvis vs. JXL – A Little Less Conversation - 10 Wochen (6. Juli – 13. September) - Bon Jovi – Everyday - 1 Woche (14. September – 20. September) - Shawn Desman – Get Ready - 1 Woche (21. September – 27. September) - Kelly Clarkson – A Moment Like This - 2 Wochen (28. September – 1. November) - U2 – Electrical Strom - 2 Wochen (2. November – 15. November) - Madonna – Die Another Day - 7 Wochen (16. November – 27. Dezember, insgesamt 8 Wochen; → 2003) - Shania Twain – I’m Gonna Getcha Good! - 1 Woche (28. Dezember 2002 – 3. Januar 2003) |       |